# تیپ ۳۲۸ پیاده مریوان
تیپ ۳۲۸ پیاده مریوان یا تیپ ۳۲۸ متحرک هجومی از تیپ‌های پیاده‌نظام نیروی زمینی ارتش جمهوری اسلامی ایران و زیرمجموعه لشکر ۲۸ پیاده کردستان است، که پادگان و ستاد فرماندهی آن در شهر مریوان، استان کردستان مستقر می‌باشد. تیپ ۳۲۸ پیاده مریوان در خلال جنگ ایران و عراق، از یگان‌های عمل‌کننده ارتش جمهوری اسلامی ایران و تحت امر لشکر ۲۸ پیاده کردستان بود. هم‌اکنون سرهنگ بهمن عبدلی فرماندهی تیپ ۳۲۸ پیاده مریوان را برعهده دارد.